# Donau-Auen
Donau-Auen är en 9 300 hektar stor nationalpark i Österrike som sträcker sig längs floden Donaus dalgång från Wien till gränsen mot Slovakien. Regionen är en av de få flodslätter i Europa som är kvar utan större förändringar. Området är 38 kilometer långt och vid det bredaste stället bara 4 kilometer brett. Regionen är sedan 1983 upptagen i Ramsarkonventionen och sedan 1996 skyddas den även enligt IUCN:s kriterier.

## Historia
Fram till 1800-talet var Donau en flod utan människans påverkan. Sedan byggdes flera strandvallar och flodens många förgreningar blev torrlagda med undantag av huvudfåran. I de gamla flodslätterna påbörjades intensivt skogsbruk. Under 1950-talet blev flera vattenkraftverk moderniserade eller nybyggda.
Den sista större flodslätten hotades 1984 när ett kraftverk vid Hainburg skulle byggas. Flera miljöskyddsorganisationer protesterade mot bygget men kraftverkets uppdragsgivare lät börja skogsröjningen. Därför började flera tusen personer med en blockad av bygget. Efter några misslyckade polisinsatser mot upproret inledde Österrikes regering förhandlingar. Bygget avbröts tillfälligt och regionen blev mål för ekologiska studier. Samtidigt krävde ett folkinitiativ att en nationalpark skulle inrättas. Studierna visade en större ekologisk mångfald än vad som tidigare antagits. Den 27 oktober 1996 upprättades nationalparken genom ett fördrag mellan staten och förbundsländerna Wien och Niederösterreich.

## Flora och fauna
I skyddsområdet lever omkring 700 växtarter och dessutom förekommer cirka 30 däggdjursarter, cirka 100 ruvande fågelarter, 8 arter reptiler, 13 arter groddjur och ungefär 60 fiskarter.